# Germán Mera
Germán Mera Cáceres (Cali, 5 maart 1990) is een Colombiaans betaald voetballer die sinds 2022 speelt bij het Colombiaanse Deportivo Cali.

## Clubcarrière
Mera werd geboren in het Colombiaanse Cali en speelt vanaf 2008 bij de lokale topclub Deportivo Cali. In zijn tijd bij Cali werd hij achtereenvolgens uitgeleend aan drie Colombiaanse tweedeklassers Córdoba, Atlético La Sabana en Deportivo Pasto. Daarnaast werd hij ook uitgeleend aan het Amerikaanse Colorado Rapids. Hij maakte zijn MLS-debuut voor Colorado op 1 juni 2013 tegen FC Dallas. Begin 2014 werd hij een laatste verhuurd, ditmaal opnieuw aan een Colombiaanse tweedeklasser, namelijk Atlético Bucaramanga. Na zijn terugkeer knokte Mera zich in de ploeg bij Deportivo Cali en werd hij er een vaste basisspeler.

## Club Brugge KV
Na enkele succesvolle seizoenen bij Deportivo Cali besloot Germán Mera zijn geluk te beproeven in Europa. In de zomer van 2018 tekende hij een contract bij de Belgische topclub Club Brugge KV. De concurrentie bij Club Brugge was echter moordend en Mera speelde nauwelijks. In een half seizoen maakte hij slechts twee optredens voor blauw-zwart.

## KV Mechelen
Na amper een half seizoen veranderde Germán Mera opnieuw van club. Deze keer verhuisde hij naar de Belgische middenmoter KV Mechelen. In het seizoen 2018-2019 bevond KV Mechelen zich echter in degradatiegevaar. Mera zelf kwam onmiddellijk meer aan spelen toe, maar kon helaas niet verhinderen dat het team degradeerde naar 1B.
Ondanks de degradatie bleef Germán Mera KV Mechelen trouw en in zijn tweede seizoen bij malinwa ontpopte de Colombiaan zich tot een defensieve sterkhouder. Hij hielp het team zelfs om een nieuw record te vestigen voor de langste reeks zonder tegendoelpunt in de geschiedenis van 1B (464 minuten). Daarnaast was Mera dankzij zijn indrukwekkende fysieke présence een dodelijke wapen op stilstaande fases.
Aan het einde van het seizoen promoveerde KV Mechelen terug naar 1A. Bovenop de titel in tweede klasse won KV Mechelen dat jaar ook de beker van België, een uitzonderlijke prestatie voor een tweedeklasser. In de bekerfinale tegen AA Gent kopte Mera het winnende doelpunt tegen de netten.
In de zomer van 2019 liet KV Mechelen Mera terugkeren naar Colombia, maar hij verliet KV Mechelen als een publiekslieveling.

## Statistieken
| Seizoen | Club                    | Land                      | Competitie          | Competitie | Competitie | Beker | Beker | Internationaal | Internationaal | Totaal | Totaal |
| Seizoen | Club                    | Land                      | Competitie          | Wed.       | Dlp.       | Wed.  | Dlp.  | Wed.           | Dlp.           | Wed.   | Dlp.   |
| ------- | ----------------------- | ------------------------- | ------------------- | ---------- | ---------- | ----- | ----- | -------------- | -------------- | ------ | ------ |
| 2009    | Deportivo Cali          | Vlag van Colombia         | Categoría Primera A | 0          | 0          | 0     | 0     | —              | —              | 0      | 0      |
| 2009    | → Córdoba F.C.          | Vlag van Colombia         | Categoría Primera B | 16         | 0          | 0     | 0     | —              | —              | 16     | 0      |
| 2009    | → Atlético de la Sabana | Vlag van Colombia         | Categoría Primera B | 40         | 5          | 0     | 0     | —              | —              | 40     | 5      |
| 2010    | → Deportivo Pasto       | Vlag van Colombia         | Categoría Primera A | 30         | 2          | 2     | 0     | —              | —              | 32     | 2      |
| 2011    | Deportivo Cali          | Vlag van Colombia         | Categoría Primera A | 26         | 0          | 9     | 0     | 1              | 0              | 36     | 0      |
| 2012    | Deportivo Cali          | Vlag van Colombia         | Categoría Primera A | 10         | 0          | 7     | 0     | —              | —              | 17     | 0      |
| 2013    | Deportivo Cali          | Vlag van Colombia         | Categoría Primera A | 1          | 0          | 3     | 0     | —              | —              | 4      | 0      |
| 2013    | → Colorado Rapids       | Vlag van Verenigde Staten | MLS                 | 21         | 0          | 1     | 0     | —              | —              | 22     | 0      |
| 2014    | → Atlético Bucaramanga  | Vlag van Colombia         | Categoría Primera A | 14         | 0          | 0     | 0     | —              | —              | 14     | 0      |
| 2014    | Deportivo Cali          | Vlag van Colombia         | Categoría Primera A | 17         | 1          | 3     | 0     | 4              | 0              | 24     | 1      |
| 2015    | Deportivo Cali          | Vlag van Colombia         | Categoría Primera A | 43         | 3          | 4     | 0     | —              | —              | 47     | 3      |
| 2016    | Deportivo Cali          | Vlag van Colombia         | Categoría Primera A | 29         | 3          | 4     | 1     | 6              | 0              | 39     | 4      |
| 2017    | Deportivo Cali          | Vlag van Colombia         | Categoría Primera A | 25         | 2          | 2     | 0     | 2              | 0              | 29     | 2      |
| 2017/18 | Club Brugge             | Vlag van België           | Eerste klasse A     | 2          | 0          | 0     | 0     | 0              | 0              | 2      | 0      |
| 2017/18 | KV Mechelen             | Vlag van België           | Eerste klasse A     | 8          | 3          | 0     | 0     | —              | —              | 8      | 3      |
| 2018/19 | KV Mechelen             | Vlag van België           | Eerste klasse B     | 23         | 1          | 5     | 1     | —              | —              | 28     | 2      |
| 2019/20 | Atlético Junior         | Vlag van Colombia         | Categoría Primera A | 21         | 2          | 3     | 0     | 0              | 0              | 24     | 2      |
| 2020    | Atlético Junior         | Vlag van Colombia         | Categoría Primera A | 19         | 1          | 1     | 0     | 11             | 0              | 31     | 1      |
| 2021    | Atlético Junior         | Vlag van Colombia         | Categoría Primera A | 26         | 1          | 0     | 0     | 6              | 1              | 32     | 2      |
| 2022    | Atlético Junior         | Vlag van Colombia         | Categoría Primera A | 2          | 0          | 0     | 0     | 1              | 0              | 3      | 0      |
| TOTAAL  | TOTAAL                  | TOTAAL                    | TOTAAL              | 373        | 24         | 44    | 2     | 31             | 1              | 448    | 27     |

## Palmares
| Competitie               | Aantal      | Jaren       |             |             |
| KV Mechelen              | KV Mechelen | KV Mechelen | KV Mechelen | KV Mechelen |
| ------------------------ | ----------- | ----------- | ----------- | ----------- |
| Nationaal                |             |             |             |             |
| Kampioen Eerste Klasse B | 1x          | 2018/2019   |             |             |
| Beker van België         | 1x          | 2019        |             |             |